# Allmänna brandredskapsaffären AB

Allmänna Brandredskapsaffären AB var ett svenskt verkstadsföretag som grundades 1896 i Stockholm av Edwin Bergström. Det drevs fram till 2006 under tre generationer som ett familjeägt företag. År 2006 sammanslogs det med det tyska Rasmussen GmbH till Norma AG, som senare noterades på Frankfurtbörsen.
Allmänna Brandredskapsaffären levererade framför allt utrustning för brandbekämpning som kopplingar till brandslangar, stegar och mobila brandsprutor. Det köpte så småningom Wattholma bruk och Anderstorps Werkstads AB. Företaget specialiserade sig under senare delen av 1900-talet på slangklämmor och byggde fabriker för slangklämmor i Nederländerna och Belgien.